# ماريو البرتي
ماريو البرتي (بالإنجليزية: Mario Alberti)‏ (و. 1884 – 1939 م) هو عالم اقتصاد، من مملكة إيطاليا، ولد في ترييستي، توفي في كومو، عن عمر يناهز 55 عاماً.